# Masato (kickbokser)
Masato Kobayashi (魔 裟 斗, Kashiwa, 10 maart 1979) is een Japanse kickbokser. Hij was ISKA-wereldkampioen in het weltergewicht onder Oosterse regels en was de winnaar van het K-1 World MAX-toernooi in 2003 en 2008. Daarnaast behaalde hij de finale van dit toernooi in 2004 en 2007.
Masato stond bekend om zijn systematische aanvallen, technische precisie en hoge boksvaardigheden. Hij speelde ook in films als Izo, Buyuden, Dead or Alive 2: Birds, Shukyoku Ninja en Shamo.
In 2012 fungeerde hij als uitvoerend producent van K-1.

## Titels
- 2008 K-1 World MAX Champion
- 2003 K-1 World MAX Champion
- 2003 K-1 World MAX Japan Champion
- 2002 K-1 World MAX Japan Champion
- 2000 ISKA Oriental World Welterweight Champion
- 1999 AJKF Welterweight Champion